# Gunung Alur Mas
Gunung Alur Mas är ett berg i Indonesien.   Det ligger i provinsen Aceh, i den västra delen av landet, 1 500 km nordväst om huvudstaden Jakarta. Toppen på Gunung Alur Mas är 703 meter över havet, eller 145 meter över den omgivande terrängen. Bredden vid basen är 2,1 km.
Terrängen runt Gunung Alur Mas är kuperad åt nordost, men åt sydväst är den platt. Runt Gunung Alur Mas är det ganska tätbefolkat, med 185 invånare per kvadratkilometer. I omgivningarna runt Gunung Alur Mas växer i huvudsak städsegrön lövskog.